# Джон Вліссідес
Джон Метью Вліссідес (англ. John Matthew Vlissides; 2 серпня 1961, Вашингтон — 24 листопада 2005, Могіган-Лейк) — американський вчений в галузі комп'ютерної інженерії та розробки програмного забезпечення, один з чотирьох авторів класичної книги «Design Patterns» про шаблони проектування програмного забезпечення. Колектив авторів також відомий як «Банда чотирьох» (англ. Gang of Four; GoF).
Вивчав електротехніку в Університеті Вірджинії і Стенфордському університеті. З 1986 року працював інженером-програмістом, консультантом, помічником і дослідником у Стенфордському університеті. З 1991 року проводив дослідження в IBM в Науково-дослідному центрі Томаса Вотсона в Готорн, Нью-Йорк.
Спеціалізувався на питаннях об'єктно-орієнтованого програмування, шаблонах проектування і моделювання програмного забезпечення.